# Ной-Борниц
Ной-Бо́рниц или Но́ве-Бо́ранецы (нем. Neu-Bornitz; в.-луж. Nowe Boranecyо файле) — деревня в Верхней Лужице, Германия. Входит в состав коммуны Радибор района Баутцен в земле Саксония. Подчиняется административному округу Дрезден.
Находится при автомобильной дороге 106 между деревнями Малы-Вельков и Минакал примерно в 800 метров южнее деревни Боранецы.
Соседние деревни: на востоке — деревня Кшива-Борщ коммуны Гросдубрау и на юге — деревня Любохов.
С 1998 года входит в состав современной коммуны Радибор.
В 2011 году в деревне проживало 54 человека.
В настоящее время деревня входит в состав культурно-территориальной автономии «Лужицкая поселенческая область», на территории которой действуют законодательные акты земель Саксонии и Бранденбурга, содействующие сохранению лужицких языков и культуры лужичан.
Официальным языком в населённом пункте, помимо немецкого, является также верхнелужицкий язык.

## Известные жители и уроженцы
- Чесла, Ян (1840—1915) — врач, доктор медицины, серболужицкий поэт и переводчик.